# Варйоган
Варйога́н (рос. Варъёган) — село у складі Нижньовартовського району Ханти-Мансійського автономного округу Тюменської області, Росія. Входить до складу Новоаганського міського поселення.
Населення — 684 особи (2010, 612 у 2002).
Національний склад станом на 2002 рік: ханти — 46 %, ненці — 32 %.
Стара назва — Вар-Йоган.